# Філонов Павло Миколайович
Павло Миколайович Філонов (8 січня 1883, Москва — 3 грудня 1941, Ленінград) — російський, радянський художник (художник-дослідник, як він сам себе офіційно називав), поет, один з лідерів російського авангарду; засновник, теоретик, практик і вчитель аналітичного мистецтва — унікального напряму живопису і графіки першої половини XX століття, направленого на їх реформу, який впливав і продовжує впливати на творчі умонастрої багатьох художників і літераторів новітнього часу.

## Біографія

### 1882—1913
Павло Миколайович народився в Москві 27 грудня 1882 року за старим стилем, тобто 8 січня 1883 — за новим, але батьки Філонова, як він сам писав, — «міщани міста Рязані»; усі численні члени родини значилися в податкових книгах і породинних списках Рязанської міщанської управи до 1917 року.
Батько — Микола Івановмч, селянин села Реневка Єфремовського повіту Тульської губернії, до серпня 1880 року — «безпрізвищний»; імовірно, за ним прізвище «Філонов» було закріплено під час переїзду сім'ї в Москву.
Філонов указує, що батько працював кучером, візником. Про матір, Любов Миколаївну, він повідомляє лише те, що вона брала білизну в прання.
1894−1897 — учень міської («Каретнорядной») парафіяльної школи (Москва), яку закінчив з відзнакою; за рік до того від сухот померла мати.
Після переїзду до Петербурга 1897 року Філонов вступив до мальовничо-художніх майстерень і після їх закінчення працював «у малярно-художній справі». Паралельно, з 1898 року відвідував вечірні малювальні класи Спілки заохочення мистецтв, а починаючи з 1903 року — вчився в приватній майстерні академіка Лева Дмитрієва-Кавказького (1849—1916).
У 1905—1907 роках подорожував по Волзі, Кавказу, відвідав Єрусалим.
Завершивши зайняття в приватній майстерні, Філонов намагався тричі вступити до Петербурзької Академії мистецтв; 1908 року його прийнято вільним слухачем у школу при Академії мистецтв, з якої він «добровільно вийшов» 1910 року.
На 1910 рік припадає участь Філонова у виставці «Спілки молоді», створеної за ініціативою Волдемара Матвія, Олени Гуро і Михайла Матюшина; до зими 1910 р — «перша картина» (за твердженням самого художника) — «Голови» (картон, олія, 28,5 × 47,5 см).
Філонов бере участь у виставках і заходах «Союзу», до його розпаду в 1914 році. До цього періоду належать «Бенкет королів», 1913 (полотно, олія, 175 × 215 см), «Селянська сім'я», 1914 (полотно, олія, 159 × 128 см), «Чоловік і жінка», 1912—1913 (папір, змішана техніка, 31 × 23,3 см), а також численні роботи на папері і картоні, які він (вже) називає «формулами»: формула квітки, городового, пролетаріату тощо.
У 1912 році пише статтю «Канон і закон», де вже ясно сформульовані принципи аналітичного мистецтва: антикубізм, принцип «органічного» — від частки до загального. Філонов не відривається від природи, як кубісти, але прагне її осягнути, аналізуючи елементи форми в їх безперервному розвитку.
Художник подорожує по Італії, Франції і в 1913 році пише декорації для постановки трагедії Маяковського «Володимир Маяковський» в театрі петербурзького Луна-парку.

#### Перший маніфест аналітичного мистецтва «Зроблені картини»
У березні 1914 року П. Філонов, А. Кирилова, Давид Какабадзе, Е. Лассон-Спірова (учасниця виставки «Спілки молоді») і Е. Псковитинов випустили маніфест «Інтимна майстерня живописців і малювальників „Зроблені картини“» (позначка: «Видавництво „Світовий розквіт“», на обкладинці репродукція — філонівський «Бенкет королів»). Ця перша друкарська декларація аналітичного мистецтва — єдине свідоцтво існування товариства, де проголошується реабілітація живопису (на противагу концепції і методу Казимира Малевича, «мальованому анекдоту» Володимира Татліна
|  | Наша мета - створювати картини і малюнки, зроблені з усією привабливістю наполегливої роботи, оскільки ми знаємо, що найцінніше в картині і малюнку - це могутня робота людини над річчю, в якій він розкриває себе і свою безсмертну душу. ... Стосовно живопису ми говоримо, що боготворимо його, коли він увійшов і в'ївся в картину, і це ми перші відкриваємо нову еру мистецтва - століття зроблених картин і зроблених малюнків, і на нашу батьківщину переносимо центр тяжіння мистецтва, на нашу батьківщину, що створила незабутньо чудові храми, мистецтво кустарів та ікони. Оригінальний текст (рос.) Цель наша — работать картины и рисунки, сделанные со всей прелестью упорной работы, так как мы знаем, что самое ценное в картине и рисунке — это могучая работа человека над вещью, в которой он выявляет себя и свою бессмертную душу. ...Относительно живописи мы говорим, что боготворим её, введённую и въевшуюся в картину, и это мы первые открываем новую эру искусства — век сделанных картин и сделанных рисунков, и на нашу родину переносим центр тяжести искусства, на нашу родину, создавшую незабываемо дивные храмы, искусство кустарей и иконы. |

Кожен дотик до полотна, за Філоновим, — «одиниця дії», атом — завжди діє одночасно і формою і кольором. Згодом (у «Доповіді» 1923 року, і надалі) Павло Філонов розвивав тези маніфесту: «Наполегливо і точно малюй кожен атом. Наполегливо і точно вводь виявлений колір в кожен атом, щоб він туди в'їдався, як тепло в тіло або органічно був пов'язаний з формою, як в природі клітковина квітки з кольором».
Філонову важливі методи, якими діє природа, а не її форми.
Художник вказує на відсутність для нього принципової різниці між формою, якою творять, — «украй правий реаліст і лівий безпредметник, і усі наявні різновиди усіх течій і майстрів у всіх і в будь-якому способі і сорті застосування матеріалу і в мистецтві, і у виробництві — усі поголовно працюють однією і тією ж і тільки однією лише реалістичною формою, іншої форми нема і не може бути».

### 1915—1941
1915 року Філонов намалював «Квіти світового розквіту» (полотно, олія, 154,5 × 117 см), яка увійде до циклу «Введення у світовий розквіт».
Восени 1916 року мобілізований на війну і спрямований на Румунський фронт рядовим 2-го полку Балтійської морської дивізії. Бере активну участь в революції й обіймає посади голови Виконавчого військово-революційного комітету Придунайського краю в Ізмаїлі тощо.
У 1918 році повернувся до Петрограду і взяв участь у Першій вільній виставці творів художників усіх напрямів — грандіозній виставці в Зимовому палаці. Віктор Шкловский вітає художника, відмічаючи «величезний розмах, пафос великого майстра». На виставці були представлені роботи з циклу «Вступ у світовий розквіт». Дві роботи: «Мати», 1916 р. і «Переможець міста», 1914—1915 рр. (обидві — змішана техніка на картоні або папері) Філонов подарував державі.
1922 року дарує дві роботи Російському музеєві (зокрема — «Формулу петроградського пролетаріату», 1920—1921 роки — полотно, олія, 154 × 117 см).
На 1922 рік припадає спроба Філонова реорганізувати факультети живопису і скульптури Академії мистецтв у Петрограді — безуспішна; ідеї Філонова не знаходять офіційної підтримки. Але Філонов прочитав низку лекцій з теорії та «ідеології» аналітичного мистецтва. Кінцевим результатом була «Декларація „Світового розквіту“» — найважливіший документ аналітичного мистецтва.
У ній Філонов наполягає, що, окрім форми і кольору, є цілий світ невидимих явищ, які не бачить «зряче око», але осягає «обізнане око», з його інтуїцією і знанням. Художник представляє ці явища «формою що винаходиться», тобто безпредметно.
Спроба художника зорово відтворити паралельний природі світ, тобто піти від реальності в те, що винаходиться, абстрактне, попри революційно-пролетарську фразеологію Філонова, стає небезпечною утопією. Поступово навколо художника зводиться стіна ізоляції і відкидання. Філонов намагається утриматися, створюючи групу «майстрів аналітичного мистецтва» — МАИ.
1927 року МАИ виставляється у Будинку друку і бере участь у виставі «Ревізор» Гоголя.
1932 року видавництво «Academia» запропонувало групі учнів Павла Філонова ілюструвати фінський епос Калевала під художнім керівництвом Філонова. Робота йшла строго за принципом аналітичного методу Філонова. Над оформленням книги працювали: Тетяна Глєбова, Аліса Порєт, О. Борцова, К. Вахрамеєв, Софія Закліковська, Павло Зальцман, Н. Іванова, Е. Лєсов, М. Макаров, Н. Соболєва, Л. Тагрина, М. Цибасов.
У 1930-х роках Філонов не виконує робіт на замовлення, викладає безкоштовно; отримує зрідка пенсію як «науковець 3-го розряду» (або ж — «художник-дослідник», згідно з Філоновим). Майстер голодує, економить на чаї і картоплі, живлячись перепічками, але не забуваючи про щіпку махорки. Він часто пише олійними фарбами на папері або картоні (багато шедеврів, як «Формула імперіалізму», 1925, 69,2 × 38,2 см; «Нарвські ворота», 1929 , 88 × 62 см; «Тварини», 1930, 67,5 × 91 см; одна з останніх робіт Філонова — «Лики», 1940, 64 × 56 см).
На цей період припадають також важливі роботи на полотні, як два варіанти «Формули весни», 1927—1929 роки (друге монументальне полотно — 250 × 285 см), «Жива голова», 1923 рік, 85 × 78 см; динамічне — «Без назви», 1923, 79 × 99 см і «Композиція», 1928—1929 рр., 71 × 83 см.
3 грудня 1941 року помер від голоду в блокадному Ленінграді. Художниця Тетяна Глєбова описує прощання з учителем: «8 грудня. Була у П. М. Філонова. Електрика у нього горить, кімната має такий самий вигляд, як завжди. Роботи прекрасні, як перли сяють із стін, і як завжди в них така сила життя, що ніби вони ворушаться. Сам він лежить на столі, покритий білим, худий як мумія.
4 грудня 1941 року на зборах в ЛССх запропонували вшанувати пам'ять покійних товаришів, серед яких був і Філонов. Так було оголошено про його смерть».
Павло Філонов похований на Серафімовському кладовищі, на 16 ділянці, безпосередньо біля церкви св. Серафима Саровського. У тій же могилі 1980 року похована його сестра Є. М. Глібова (Філонова).
Роботи Філонова успадкували його сестри, Марія і Євдокія Філонови, в 1970-х роках Є. М. Глібова (Філонова) (1888—1980) передала своє зібрання в дар Державному Російському Музею.

## Адреси в Петрограді—Ленінграді
- 1918—1919 — Старо-Петергофський проспект, 44;
- 1919 — 03.12.1941 — гуртожиток письменників імені В. І. Голубєва — вул. Літераторів, 19.

## Виставки
1929 року Російський музей збирався організувати персональну виставку П. Філонова. Роботи художника провисіли на стінах музею цілий рік; був двічі підготовлений каталог; йшла важлива полеміка в пресі і дискусії під час закритих переглядів. Проте виставка не відкрилася, попри підтримку Філонова Ісааком Бродським, видатним офіційним портретистом (Бродський прославився своїми портретами Й. Сталіна і К. Ворошилова).
У 1932—1933 роках Філонов брав участь у виставках «Художники РРФСР за 15 років», після цього часу практично, не виставлявся.
Перша післявоєнна персональна виставка робіт Філонова відкрилася 18 серпня 1967 року в Новосибірську, в Картинній галереї Сибірського відділення АН СРСР
1 лютого 1968 року пройшла одноденна виставка і вечір пам'яті П. Н. Філонова у Великому залі Ленінградського відділення СХ РРФСР, на вул. Велика Морська, 38.
1988 року відбулась об'ємна і значна персональна виставка в Російському музеї в Санкт-Петербурзі.
Після виставки художника в музеї Центру Жоржа Помпіду в Парижі, наприкінці 1989 — на початку 1990 року, Філонов отримує визнання як один з класиків мистецтва XX століття. У каталозі цієї виставки було відтворено декілька малюнків П. М. Філонова, копії яких під виглядом справжніх робіт перебували у зібранні Російського музею. За ініціативою Державного Російського музею було відкрито розслідування, яке проводило ФСБ Росії.
Через декілька років, за досягнутою домовленістю паризьких власників робіт Філонова і російського уряду, вказані справжні малюнки Філонова були передані в ГРМ. Художник принципово не продавав своїх робіт за кордон, залишив свою спадщину сестрам; найбільш значну частину його спадщини Є. М. Глібова передала в Російський музей.
1994 року у рамках арт-проекту «З днем народження, Павло Філонов»! Антона Кузьміна відбулося перше експонування робіт (чотири графічних (папір, туш) і одна мальована — «Композиція», полотно, олія) Павла Філонова в Єкатеринбурзі.
В липні 2006 в Російському музеї відкрилася виставка «Павло Філонов. Очевидець незримого».

## Літературна творчість Філонова
- Филонов П. Пропевень о проросли мировой

## Ілюстрації
- Ізборник віршів з післямовою Ръчяря. 1907—1914 рр. / 11 малюнків П. Філонова, 1 малюнок К. Малевича. Подобень В. Хлебникова малюнок Над. Бурлюк. — СПб: ЕУЫ. 1914. На обкладинці книжки техніка малюнків Філонова помилково визначена як «пензель, перо і різець».

## Вибрані твори

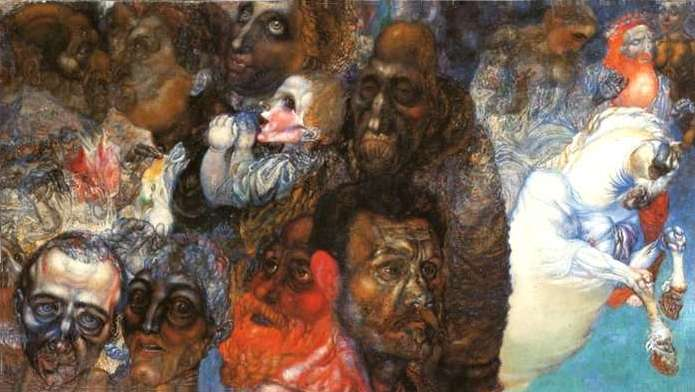
Голови, 1910. Олія на картоні. Російський музей. 28,5 × 47,5 см
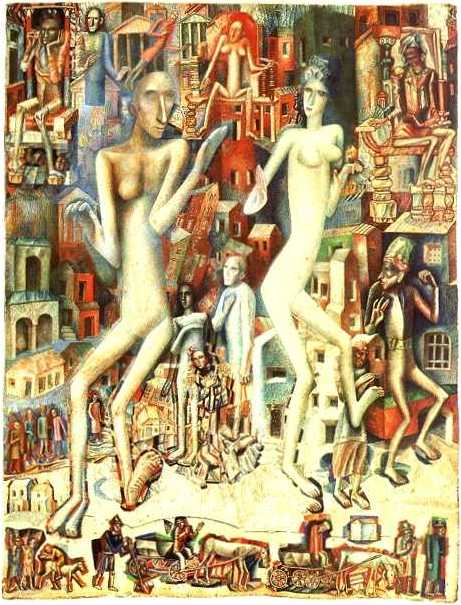
Чоловік і жінка, 1912-1913. Акварель, туш, перо, пензель на папері. Російський музей. 31 × 23,3 см
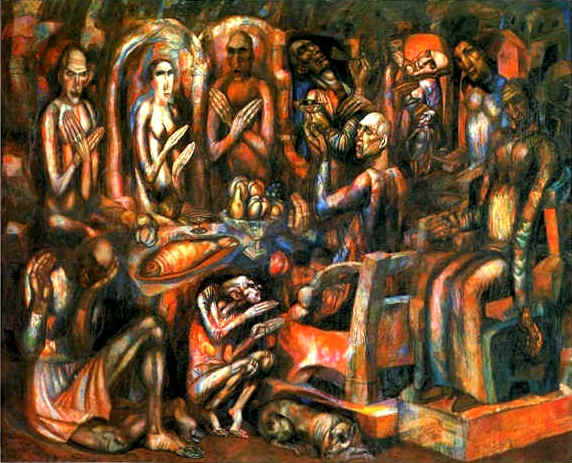
Бенкет королів, 1913. Олія на полотні. Російський музей. 175 × 215 см
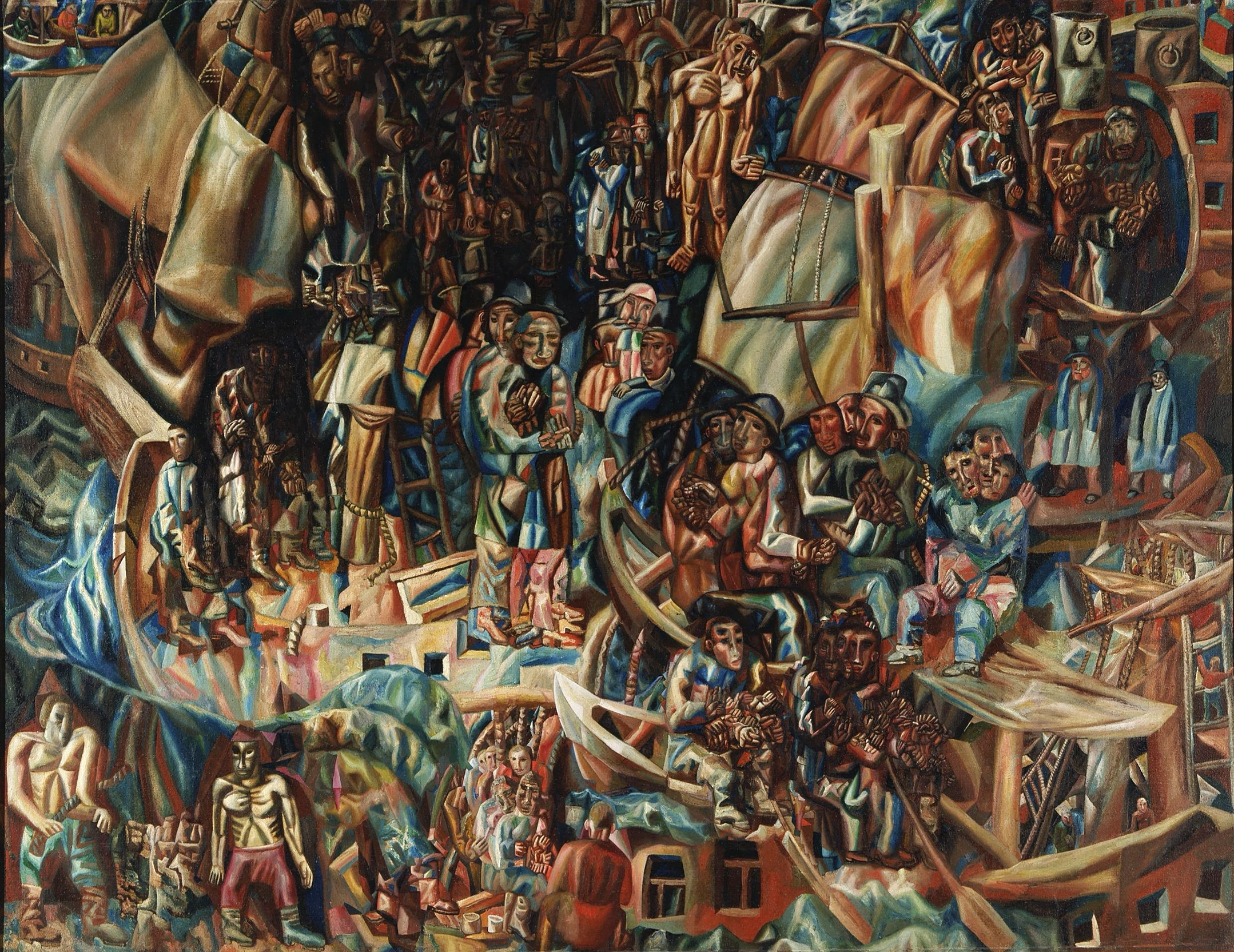
Композиція. Кораблі, 1913-1915. Олія на полотні. Державна Третьяковська галерея. 117 × 154 см
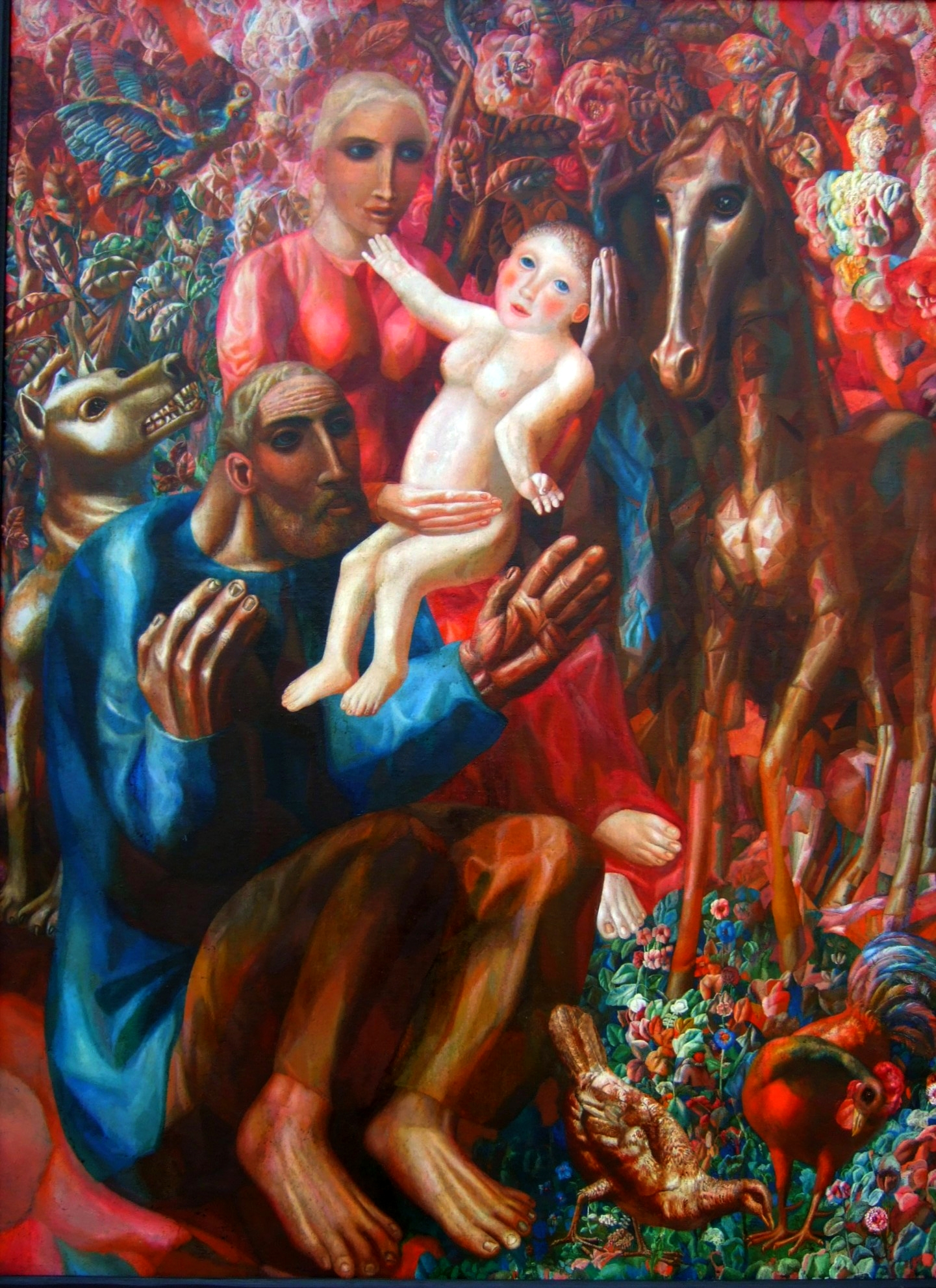
Селянська сім'я, 1914. Олія на полотні. Російський музей. 159 × 128 см
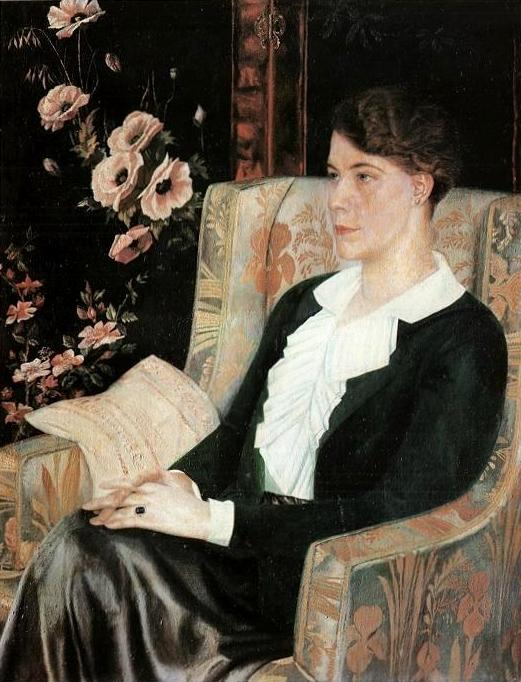
Портрет Євдокії Глібової (сестра художника) , 1915. Олія на полотні. Російський музей. 117 × 152,5 см
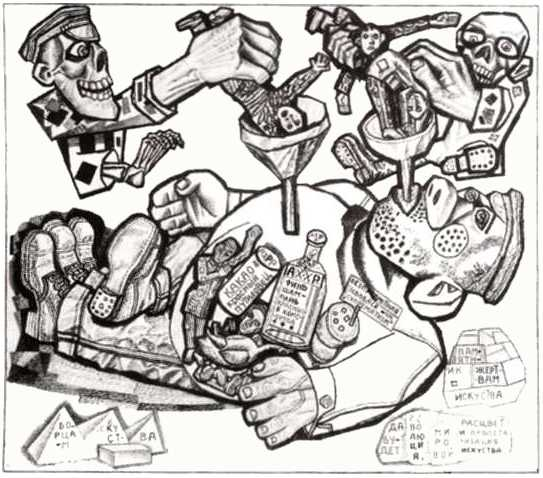
Формула сучасної педагогіки, 1923. Туш, перо, пензель на папері. Російський музей. 17,5 × 20 см
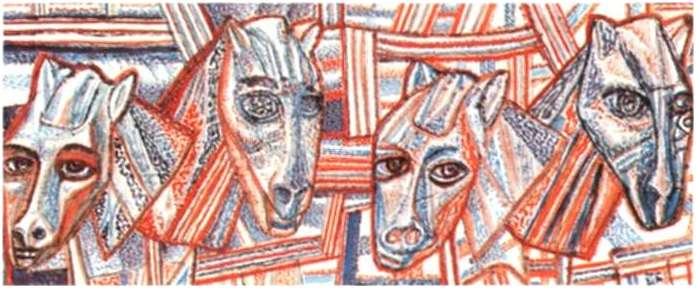
Коні, 1924-1925. Акварель, туш, перо на папері. Російський музей. 5,6 × 13,5 см
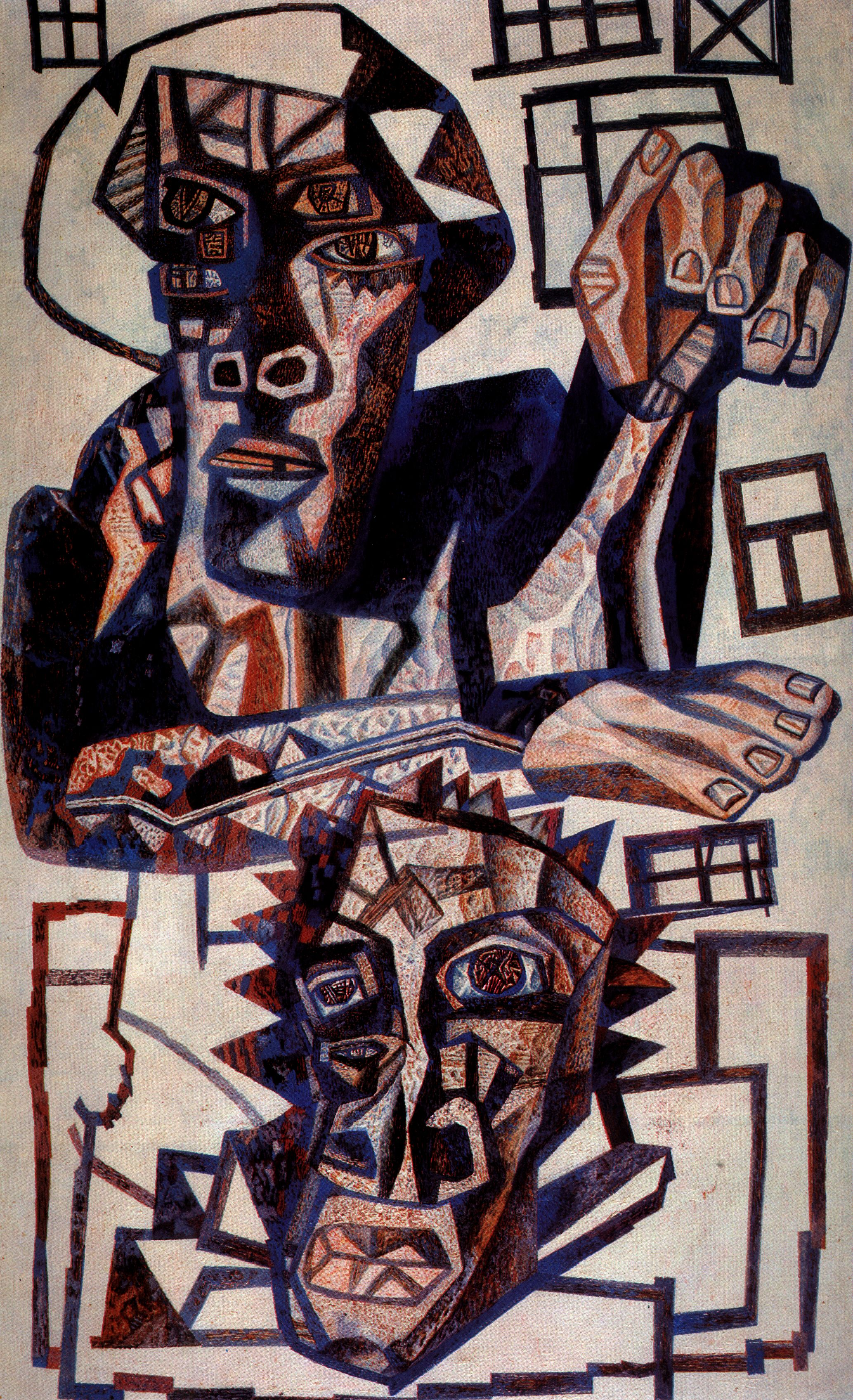
Дві голови, 1925. Олія на папері. Російський музей. 70,5 × 44 см
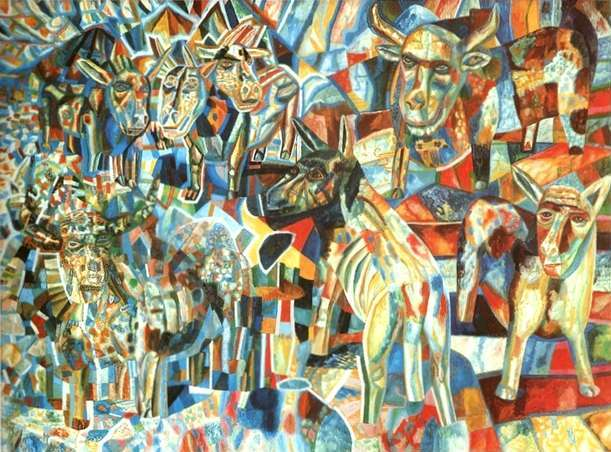
Тварини, 1930. Олія на папері. Російський музей. 67,5 × 91 см
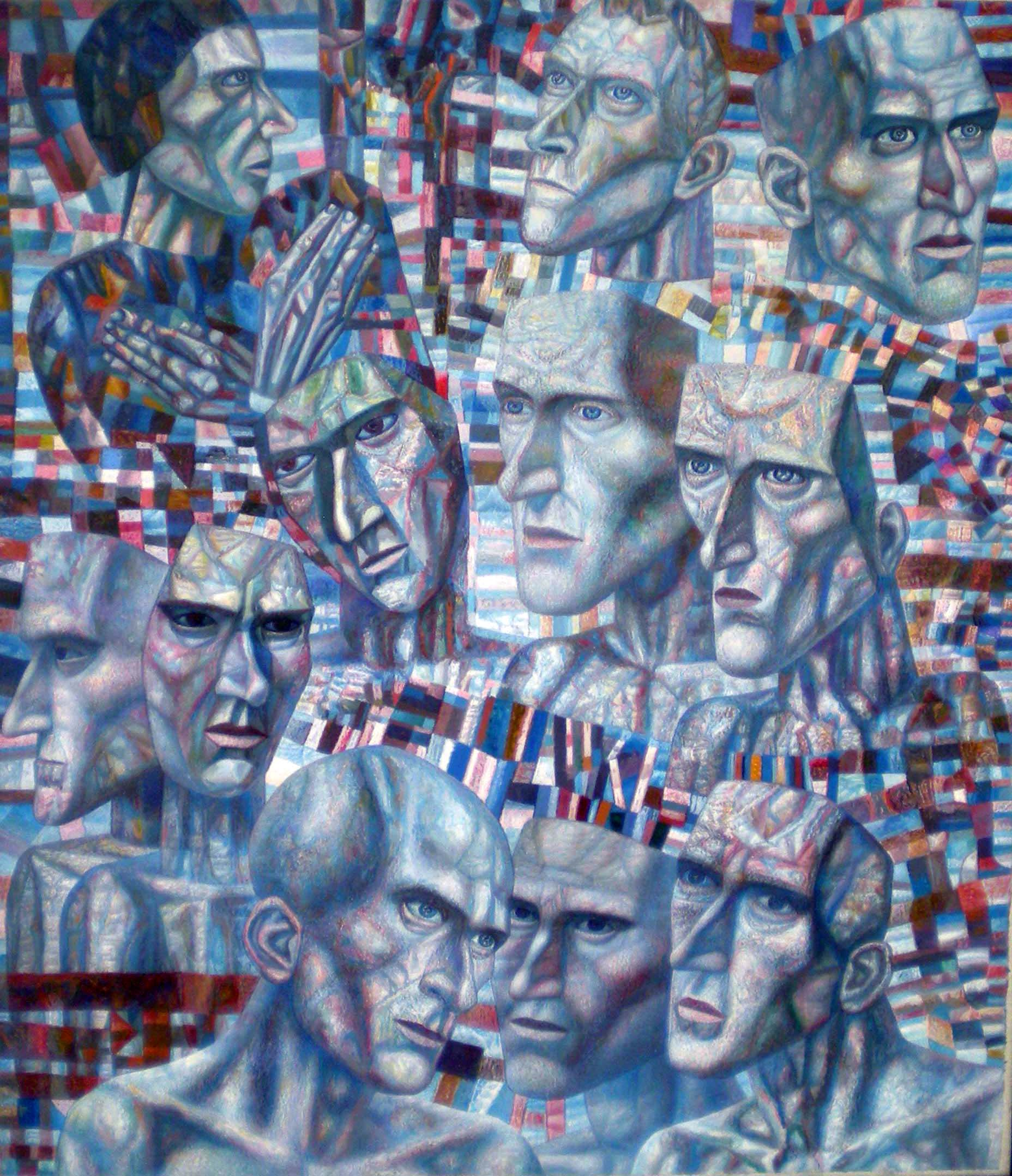
"Ударники", 1935 Олія на полотні. Російський музей.72 х 82 см
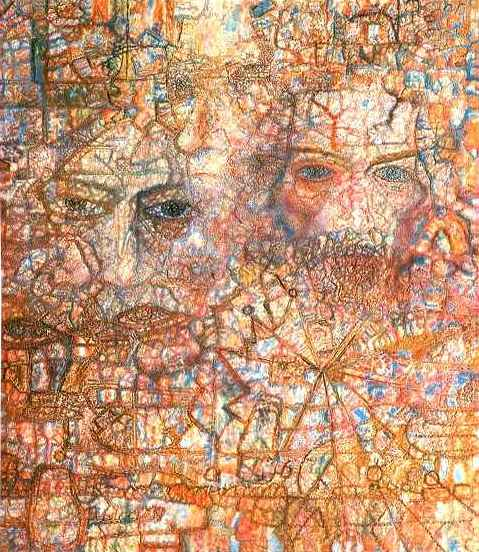
Особи, 1940. Олія на папері. Російський музей. 64 × 56 см

## «Майстри Аналітичного Мистецтва» (МАМ). Учні Павла Філонова
Одна з великих шкіл російського авангарду. Створена Філоновим 1925 року Офіційно визнана 1927 року. В різні роки до складу МАМ  входило до 70 художників. Творчий метод МАМ ґрунтувався на теоретичних засадах Філонова, які були розвинені в маніфесті «Зроблені картини» (Петербург, 1914 р.), в «Декларації Світового Розквіту» («Життя мистецтва», 1923 р. Номер 20. Стор. 13) і в рукописі «Ідеологія аналітичного мистецтва і принцип зробленості». Офіційно МАМ існувала до весни 1932 року, але заняття в майстерні Павла Філонова тривали аж до його смерті в 1941 р.
- Авлас Володимир Дмитрович (1904—1975) — член МАИ.
- Борцова Олена Миколаївна (1903-19??) — член МАИ з 1925 до 1932 р.
- Вахрамеєв Костянтин Васильович (1889—1934) — член МАИ з 1925 р.
- Глєбова,Тетяна Миколаївна (1900—1985) — член МАИ з 1926 до 1931 р.
- Гурвич Борис Ісаакович (1905—1985) — член МАИ з 1924 до 1930 р.
- Євграфов Микола Іванович (1904—1941 (1942?)) — член МАИ з 1925 до 1932 р.
- Закліковська Софія Людвігівна (1899—1975) — член МАИ з 1927 до 1932 р.
- Зальцман Павло Якович (1912—1985) — член МАИ з 1930 по 1932 р.
- Іванова Людмила Олександрівна (1904—1978)
- Іванова Ніна Володимирівна (19??- 197?) — член МАИ до 1932 р.
- Капітанова (Арапова) Юлія Григорівна (1889—1976) — член МАИ з 1929 до 1932 р.
- Кибрик Євгеній Адольфович (1906—1978) — член МАИ з 1926 до 1930 р.
- Кондратьєв Павло Михайлович (1902—1985) — член МАИ з 1927 до 1932 р.
- Курдів Валентин Іванович (1905—1989)
- Лукстинь Ян Карлович (1887—1938) — член МАИ з 1925 до 1926 р.
- Макаров Михайло Костянтинович (1904—196?) — член МАИ з 1927 р.
- Мордвинова Алевтина Євгеніївна (1900—1980) — член МАИ з 1927 р.
- Новіков Георгій Олександрович (1898—1981) — член МАИ з 1927 по 1932 р.
- Шмагає Аліса Іванівна (1902—1984) — член МАИ з 1925 р.
- Сашин Андрій Тимофійович (1896—1965) — член МАИ з 1927 до 1930 р.
- Суворов Інокентій Іванович (1898—1947) член МАИ 1925—1930 р.
- Сулимо-Самуйлло Всеволод Ангелович (1903—1965) — член МАИ з 1926 до 1932 р.
- Тагрина Любов Миколаївна (1884—1955) — член МАИ з 1929 р.
- Тенісман (Теннісман) Едуард Альма (бл.1906- 1941/42) — член МАИ 1925—1930 р.
- Хржановський Юрій Борисович (1905—1987) — член МАИ з 1927 до 1930 р.
- Цибасов Михайло Петрович (1904—1967) — член МАИ з 1926 р.